# ヨアン・ベナルアン
ヨアン・ベナルアン（يوهان بن علوان, Yohan Benalouane, 1987年3月28日 - ）は、フランス・バニョール＝シュル＝セーズ出身のサッカー選手。チュニジア系フランス人で、チュニジア代表選出経験がある。ノヴァーラFC所属。ポジションはDF。

## 経歴

### クラブ
ASサンテティエンヌのユース出身で、2007-08シーズンにトップチームデビュー。
2010年8月、セリエAに昇格するACチェゼーナへ完全移籍。2012年8月、パルマFCへレンタル移籍（保有権の50％買取オプション付き）。
2015年8月3日、プレミアリーグのレスター・シティFCへ4年契約で移籍。しかしレスター躍進の原動力となったウェズ・モーガンとロベルト・フートのCBコンビに割って入ることができず、半年間で4試合の途中出場に留まった。2016年2月1日、出場機会を求めてACFフィオレンティーナへ半年間のレンタル移籍を果たしたが、出場機会は訪れなかった。
2019年1月18日、ノッティンガム・フォレストFCに18ヶ月の契約で加入することが発表された。ノッティンガム・フォレストとの契約解消後、ギリシャのアリス・テッサロニキに加入。
2022年7月14日、ノヴァーラFCに1年契約で移籍した。

### 代表
年代別代表では2008年にU-21フランス代表でプレーした経験を持つ。
2010年にチュニジア代表のアプローチに応じたが、同年8月のアフリカネイションズカップ2012予選・チャド戦では、必要な予防接種を受けていなかったことが判明し、チームに合流できなかった。その後もチュニジア代表に招集されたが、フランス代表への変更を希望して招集を拒否。しかしFIFAに代表変更が認められず、どちらの代表でもプレーできない状況になっていた。
その後ようやく代表変更の許可が下り、2018年3月23日のイラン代表戦でチュニジア代表デビューを果たした。

## 所属クラブ
- ASサンテティエンヌ 2007-2010
- ACチェゼーナ 2010-2013
- パルマFC 2012-2014
- アタランタBC 2014-2015
- レスター・シティFC 2015-2019

→ ACFフィオレンティーナ (loan) 2016
- ノッティンガム・フォレストFC 2019-2020
- アリス・テッサロニキ 2020-2022
- ノヴァーラFC 2022-

## 代表歴

### 出場大会
- チュニジア代表
  - 2018 FIFAワールドカップ

### 試合数
- 国際Aマッチ 5試合 0得点（2018年）[10]

| チュニジア代表 | 国際Aマッチ | 国際Aマッチ |
| 年             | 出場        | 得点        |
| -------------- | ----------- | ----------- |
| 2018           | 5           | 0           |
| 通算           | 5           | 0           |